# Juan de Robles Lorenzana
Juan de Robles Lorenzana (Villanueva del Árbol, provincia de León ¿? - Madrid, 1687), fue un noble y militar español, Gobernador de Puerto Rico entre 1678 a 1683. Fue hermano de Agustín de Robles Lorenzana y tío del futuro gobernador interino de Puerto Rico Antonio de Robles Silva.

## Biografía
Ingresó en el ejército en 1632 y luchó en Portugal y Cataluña, sirviendo muchos años en la Armada. Era Sargento mayor de Cartagena de Indias, con plaza de Maestre de campo cuando fue nombrado Gobernador y Capitán general de Puerto Rico (1677). Llegó a San Juan acompañado de su hijo mayor, también militar, Antonio de Robles, quien se casó en secreto con Juana Silva, hija del capitán Juan de Amézquita. 
En el momento de su toma de posesión el estado financiero del gobierno estaba en peor situación que la que halló su predecesor debido a las dificultades con el envío de la remesas de Cartagena de Indias y el contrabando generalizado que se llevaba a cabo en los puertos del partido de San Germán. Por ello solicitó que Aguada se constituyese en partido aparte (1683) e inició los trámites para que, con el tiempo, Ponce se separara de dicho partido. Cesó en su gobierno el 14 de julio de 1683, pese a que desde hacía un año permanecía destituido tras haber atemorizado la Junta de Guerra de Indias por haber recibido a cañonazos al oidor de Santo Domingo, Francisco de Cárdenas, nombrado juez de su gobierno.
La Audiencia envió otro juez pesquisidor, Tomás Pizarro, que sentenció al gobernador a cuatro años en el presidio de Orán y privación de todos sus bienes. Tomás Pizarro abandonó Puerto Rico en 1683 y se llevó preso al gobernador y a su hijo a Santo Domingo, cumpliendo lo ordenado por el Consejo de Indias. En 1687 residía ya en Madrid y allí falleció.